# Borsig-Siedlung

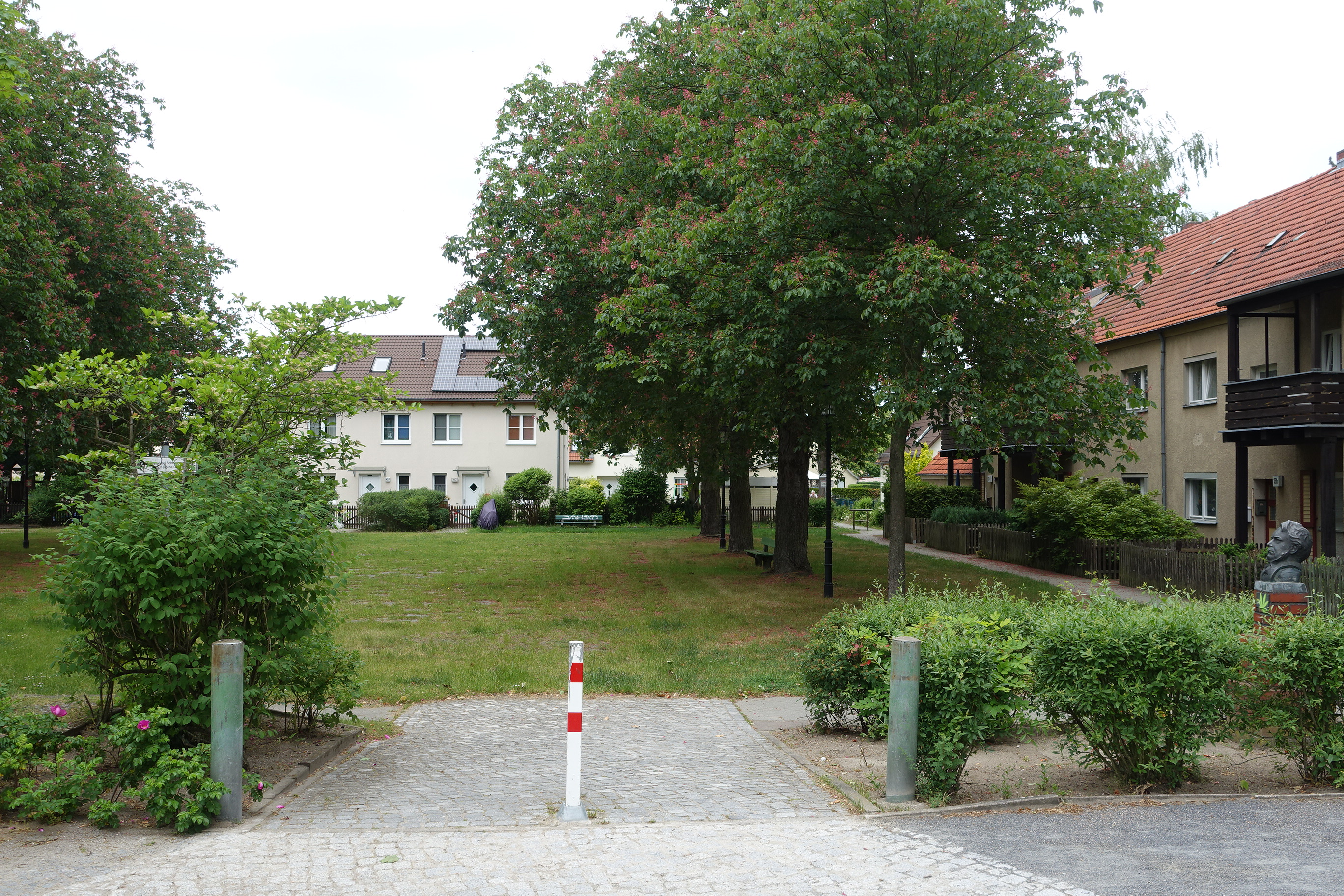
Borsig-Platz (Berlin-Heiligensee)

Die Borsig-Siedlung ist eine Wohnsiedlung im Berliner Ortsteil Heiligensee des Bezirks Reinickendorf. Sie entstand in mehreren Bauabschnitten zwischen 1922–1924, 1935–1938 und 1974–1977 sowie Nachverdichtungen 2018–2019. Die Siedlung liegt zwischen dem Stolpmünder Weg, dem Sonnenwalder Weg, dem Kiefheider Weg und der Ruppiner Chaussee. Teile der Siedlung sind gelistete Baudenkmale. Angrenzend daran befindet sich die in den 1950er Jahren errichtete Waldsiedlung.

## Geschichte

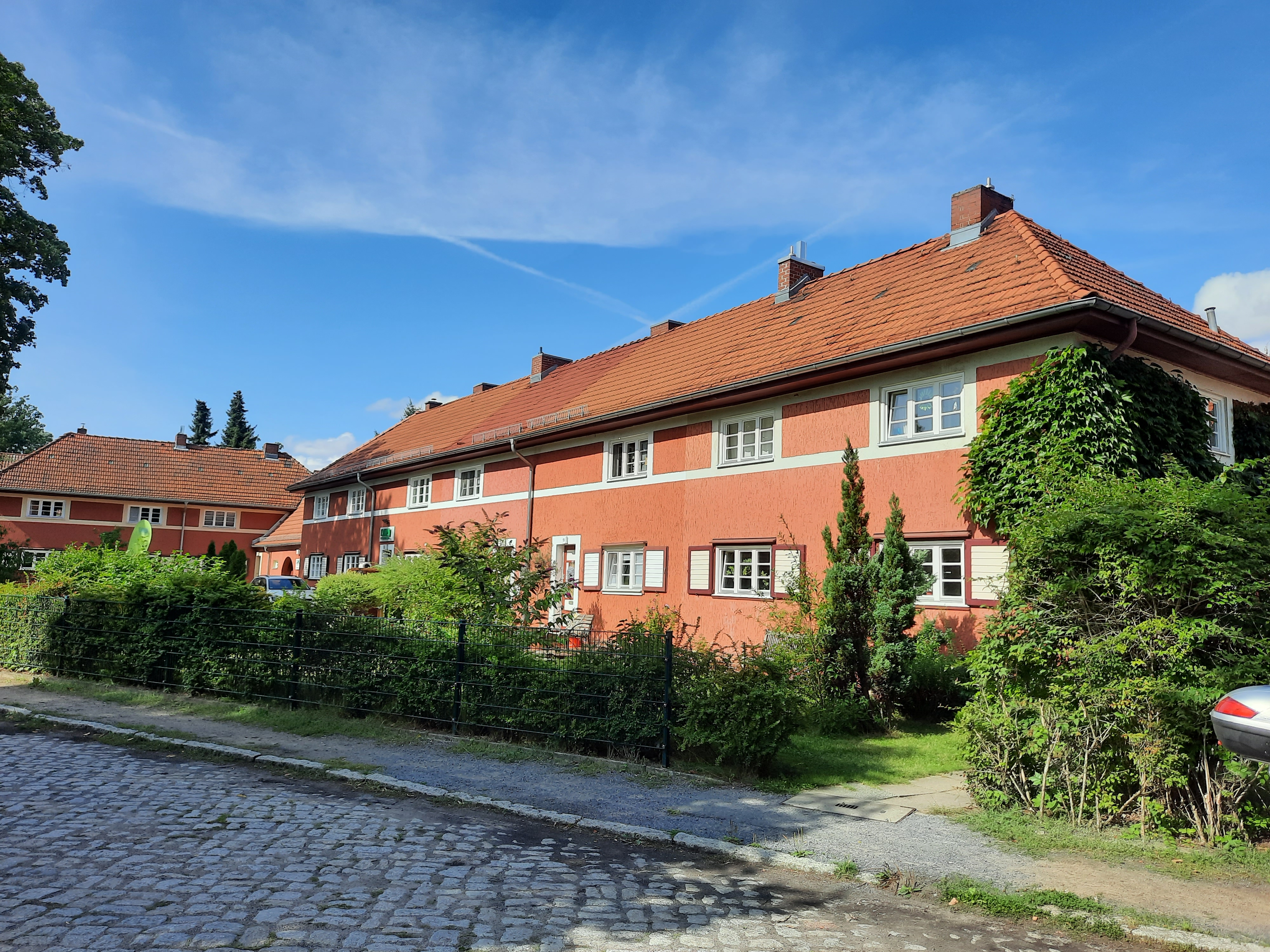
Heiligensee Ziegenorter Pfad 23, 1924 (Hermann Jansen)

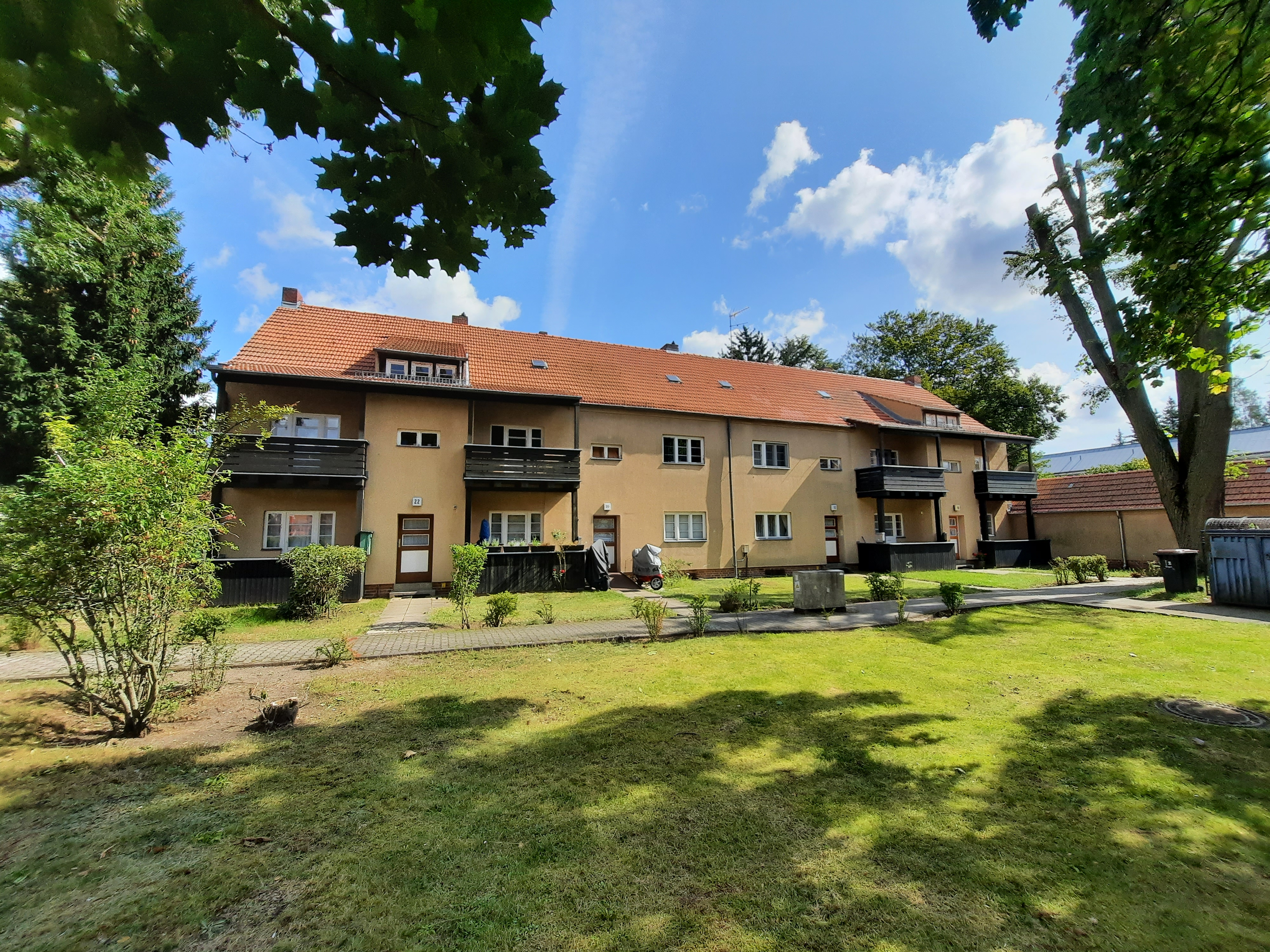
Heiligensee Ziegenorter Pfad 16, 18, 20, 22, 1935 (Fritz Buck)

Die Entstehung als Werkssiedlung der August Borsig GmbH in Berlin-Tegel und der AEG Hennigsdorf unter dem Namen Neu-Heiligensee beginnt mit der Errichtung des ersten Bauabschnitts um die Verkehrswege Ziegenorter Pfad, Teile des Thurbrucher Steigs, des Sagemühler Steigs und des Stolpmünder Wegs durch Hermann Jansen. Im Ziegenorter Pfad entstanden von 1922 bis 1924 bereits die Reihenhaussiedlung und die dazugehörigen Kleingärten, welche zum Teil noch vorhanden sind.
Der Großteil der Siedlung am Karwitzer Pfad, Deeper Pfad, Thurbrucher Steig und Ziegenorter Pfad (16, 18, 20 und 22) mit ihren für den Siedlungscharakter typischen Doppelhaushälften entstand in den Jahren von 1935 bis 1938. Nach Entwürfen des Architekten Fritz Buck wurde die Siedlung von der Gemeinnützigen Siedlungsgenossenschaft Borsigscher Werksangehöriger e.G.m.b.H. realisiert.
Am Borsig-Platz, zwischen den Häusern Karwitzer Pfad 7a–d und 13a–d, welcher ursprünglich Marktplatz genannt wurde, befanden sich im Karwitzer Pfad 10 ein Fleischer (Inh. H. Rietig) und im Karwitzer Pfad 2 ein Bäcker (Inh. R. Harder). Zusammen mit zwei Poststellen stellten sie die Grundversorgung der Siedler sicher.
Im Jahr 1925 werden im Berliner Adressbuch zwei Poststellen für den Bereich Neu-Heiligensee genannt: Postagentur 1, Ruppiner Chaussee und Postagentur 2, Kirsch-Allee 8/9. Eine andere Quelle gibt 1928 die Poststelle Bln.-Neuheiligensee 1 im Thurbrucher Steig 23 an, welche zum Postamt Tegel 1 gehörte und im Jahre 1955 in den Ziegenorter Pfad 60 (nach anderen Quellen Ziegenorter Pfad 80) umzog. Vom 3. Januar 1972 gab es die Poststelle 1 Bln 520 im Thurbrucher Steig 1, welche 1985 zu 1 Bln 275 wurde und anlässlich der Einführung der fünfstelligen Postleitzahlen in 13503 Berlin 275 umbenannt wurde. Im Jahre 1998 wurde diese dann geschlossen.

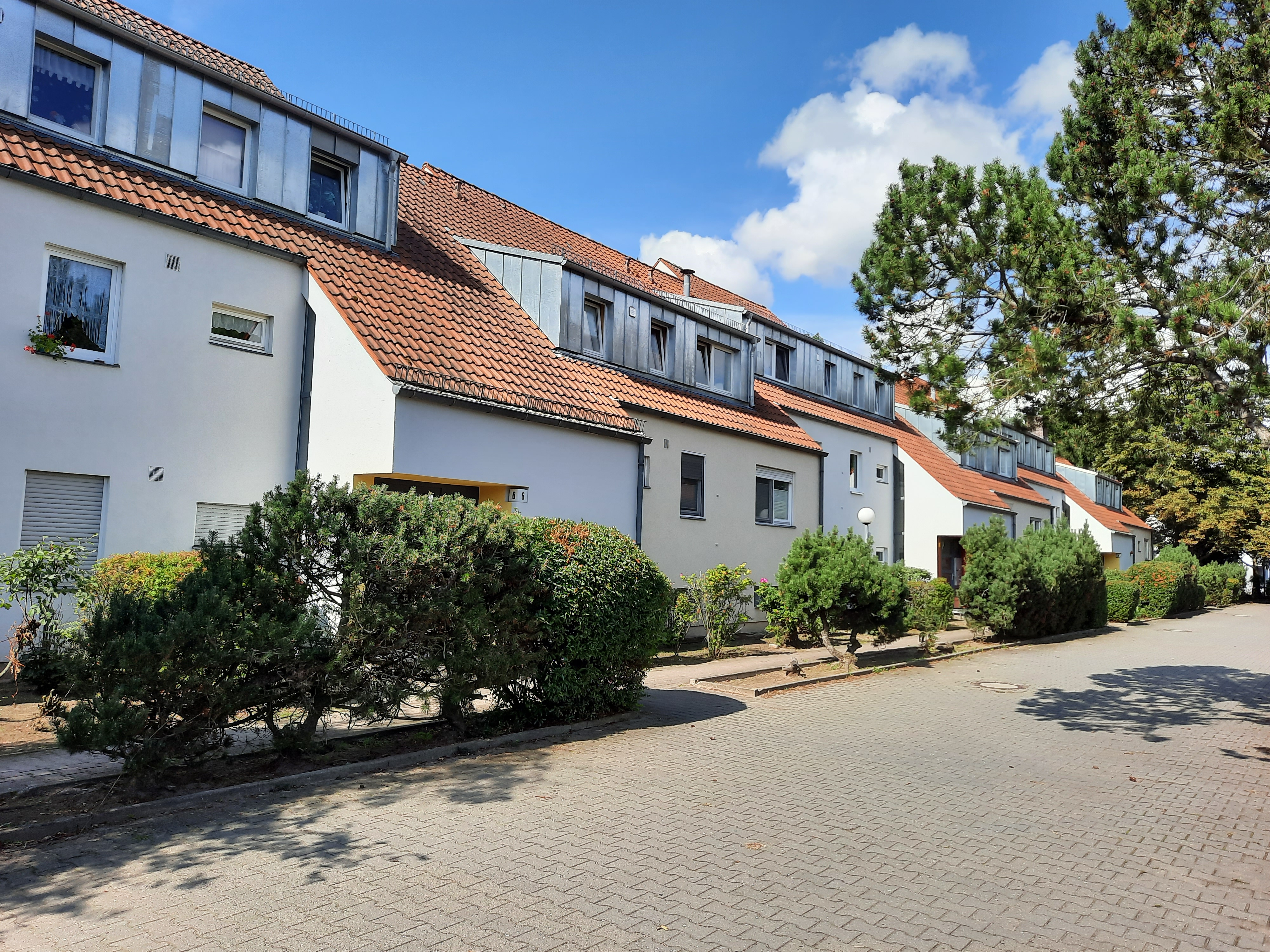
Heiligensee Ziegenorter Pfad 6, 1977 (Werner Düttmann)

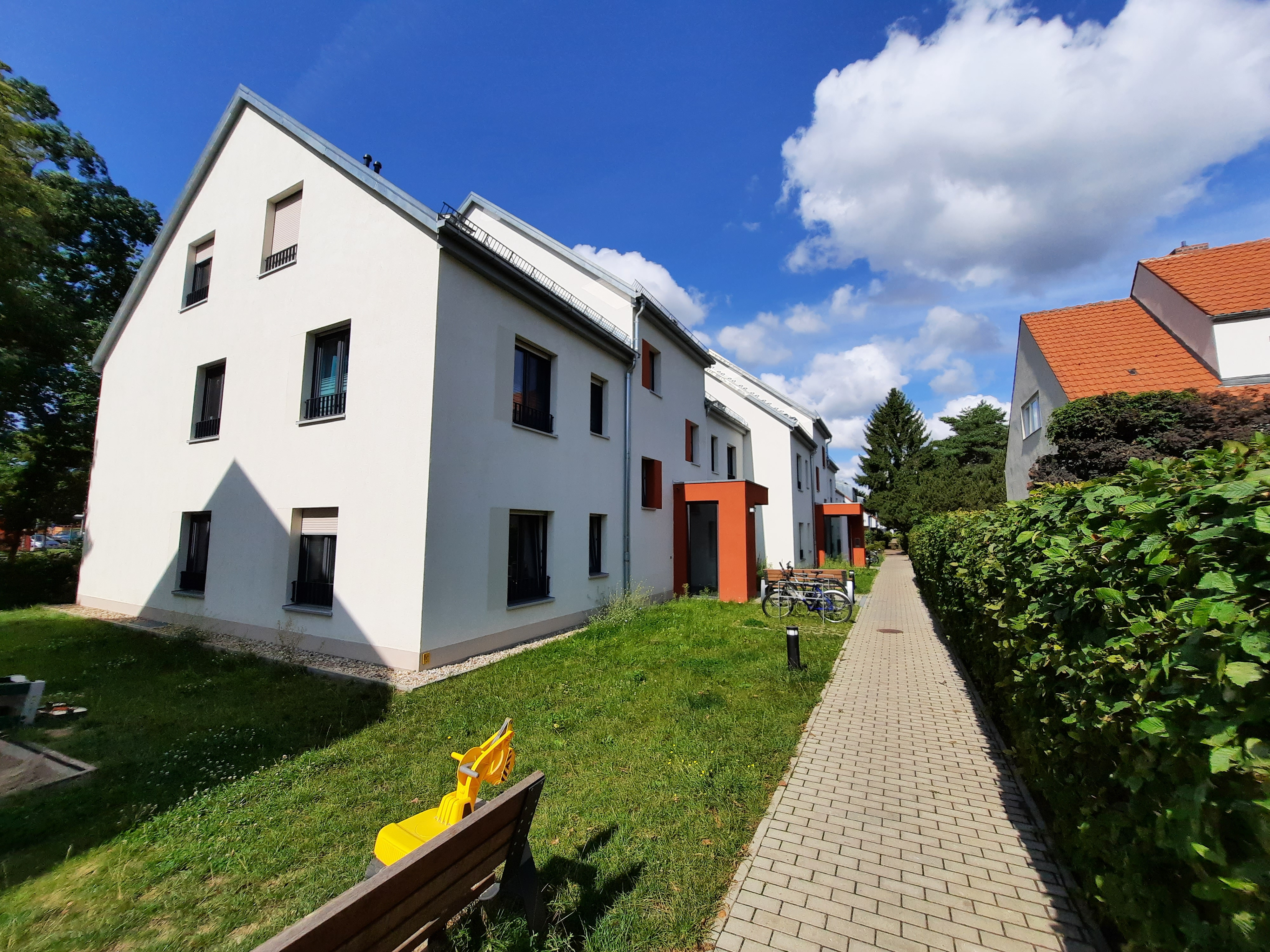
Nachverdichtung von 2019

Ein weiterer Bauabschnitt der Häuser Ziegenorter Pfad parallel zur Ruppiner Chaussee sowie der Häuer Thurbrucher Steig 16, 18, 20, 22 entstand zwischen 1974 und 1977 durch den Architekten Werner Düttmann unter Mitarbeit von Peter Münzig und Hartmut Groschupf im Auftrag der GeSoBau.
Im Jahr 1977 begann die GeSoBau die Doppelhaushälften an Mitarbeiter der Borsig GmbH zu verkaufen. Diese Privatisierung führte zu dem Plan, auf dem Gelände der Siedlung einen Hochhauskomplex ähnlich der im Märkischen Viertel zu errichten. Die Gründung der BORSIG-Siedlung Siedlergemeinschaft e.V. verhinderte jedoch die radikale Bebauung und erwirkte für Teile der Siedlung den Denkmalschutz-Status: für die Reihenhäuser am Ziegenorter Pfad und am Borsig-Platz. Für die übrigen Wohnhäuser, 1935 bis 1938 errichtet, besteht seit dem Jahr 2002 eine Erhaltungsverordnung.
Zwischen 2006 und 2008 entstanden auf ungenutzten Flächen unweit des Borsig-Platzes neue Ein- und Zweifamilienwohnhäuser.
Am Thurbrucher Steig 16a/b-18a/b ließ die GeSoBau zwischen 2018 und 2019 zwei neue Häuser mit 24 Wohnungen als Nachverdichtung durch die Architekten RETIS Gesellschaft für energieeffizientes Planen und Bauen mbH in der bisher freien Fläche an der Ruppiner Chaussee errichten. Sie passen sich den daneben liegenden Häusern von Werner Düttman an.

## Sonstige Einrichtungen

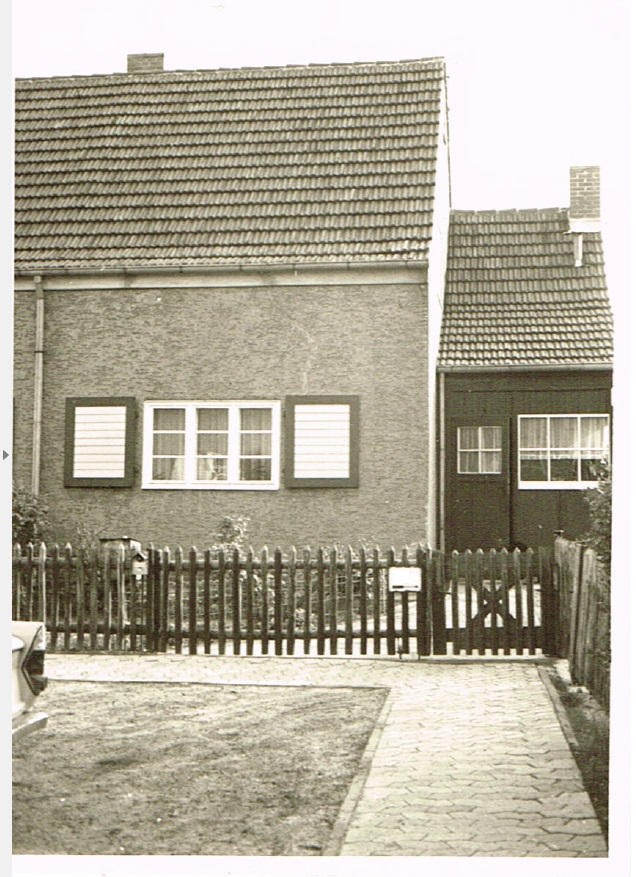
Typische Haushälfte im Jahre 1969

Am Ende des Sagemühler Steigs, etwa auf Höhe der Einmündung zum Freester Weg, befand sich das Gebäude der 17. Grundschule, welches am 10. Oktober 1923 eingeweiht wurde. Dieses diente nach Errichtung des Neubaus im Stolpmünder Weg 45 zunächst als Hort und schließlich als Pflegestätte für ältere Menschen. Der Schulneubau entstand 1961–1963 und erhielt im Jahr 1967 den Namen Ellef-Ringnes-Grundschule. In den 1990er Jahren ließ die Bezirksschulverwaltung auf dem Grundstück Freester Weg 5 einen Filialbau für diese Schule errichten. Diese wurde später durch die Martin-Luther-King-Schule als Behelfsstandort genutzt, bis das Bezirksamt Reinickendorf im Jahre 2012 das Bauwerk für die schulische Weiternutzung aufgab und an einen Investor veräußerte. Im April 2015 begannen die Räumungsarbeiten.
In der Nacht vom 30. September auf den 1. Oktober 2013 brannte die große Turnhalle der Ellef-Ringnes-Grundschule im Stolpmünder Weg vollständig aus. Nebengebäude wurden dabei ebenfalls beschädigt. Um den Schulbetrieb mit dem Sportunterricht weiter aufrechtzuerhalten, entschied sich der Senat für einen Umzug in die Gebäude der ehemaligen Heiligensee-Grundschule Im Erpelgrund 11–17. Zunächst war nach der Sanierung der Turnhalle ein Rückzug geplant. Eine Filialnutzung durch die Albrecht-Haushofer-Oberschule, welche sich im Kurzebracker Weg 40 befindet, war im Gespräch. Eine Nutzung als Notunterkunft für Flüchtlinge hatte der Bezirk Reinickendorf ebenfalls ins Auge gefasst.
Am 16. Oktober 1954 fand die Grundsteinlegung der Waldkirche im Stolpmünder Weg 41 statt. Im darauffolgenden Jahr, am 7. August 1955 wurde das Gebäude eingeweiht.

## Besonderes Vorkommnis
Am 16. Juli 2015 fand eine Entschärfung einer 125-kg-Sprengbombe aus dem Zweiten Weltkrieg im nahegelegenen Stolpe-Süd statt. Der dafür notwendige Sperrkreis von einem Kilometer Durchmesser umfasste auch große Teile der Borsig-Siedlung. Anwohner in diesem Sperrkreis mussten hierzu ihre Häuser verlassen.